# 斯潘尼什斯普林斯 (內華達州)
斯潘尼什斯普林斯（英語：Spanish Springs）是位於美國內華達州瓦肖縣的普查規定居民點。

## 人口
根據2020年美國人口普查的數據，斯潘尼什斯普林斯的面積為144.76平方千米，當中陸地面積為143.91平方千米，而水域面積為0.85平方千米。當地共有人口17314人，而人口密度為每平方千米119.6人。